# Васильчуки
Васильчуки — село в Ключевском районе Алтайского края.

## География
Расположено в 401 км к юго-западу от Барнаула. До ближайшей железнодорожной станции Ключи-Славогородские 19,5 км.

## Население
| 1997  | 1998  | 1999  | 2000  | 2001  | 2002  |
| ----- | ----- | ----- | ----- | ----- | ----- |
| 1506  | ↗1576 | ↗1601 | ↘1595 | ↘1567 | ↘1502 |
| 2003  | 2004  | 2005  | 2006  | 2007  | 2008  |
| ↘1467 | ↘1459 | ↗1468 | ↘1459 | ↘1444 | ↘1435 |
| 2009  | 2010  | 2011  | 2012  | 2013  | 2014  |
| ↘1401 | ↘1230 | ↘1229 | ↘1198 | ↘1161 | ↘1144 |
| 2015  | 2016  | 2017  | 2018  | 2019  | 2020  |
| ↘1140 | ↗1154 | ↘1115 | ↘1095 | ↘1072 | ↗1080 |
| 2021  |       |       |       |       |       |
| ↘1046 |       |       |       |       |       |

## История
На месте сегодняшнего села Васильчуки в конце XIX века было казахское кочевье, которое вскоре стало оседлым. Официальной датой основания села называется 1888 год. Образовано село Васильчуки в Покровской волости . В 1907 году здесь родился будущий Герой Советского Союза Афанасий Волковенко.

## Известные уроженцы и жители
- Мазаев, Владимир Михайлович (1933—2015) — советский и российский писатель.